# Supercross
Pour les articles homonymes, voir Supercross (homonymie).

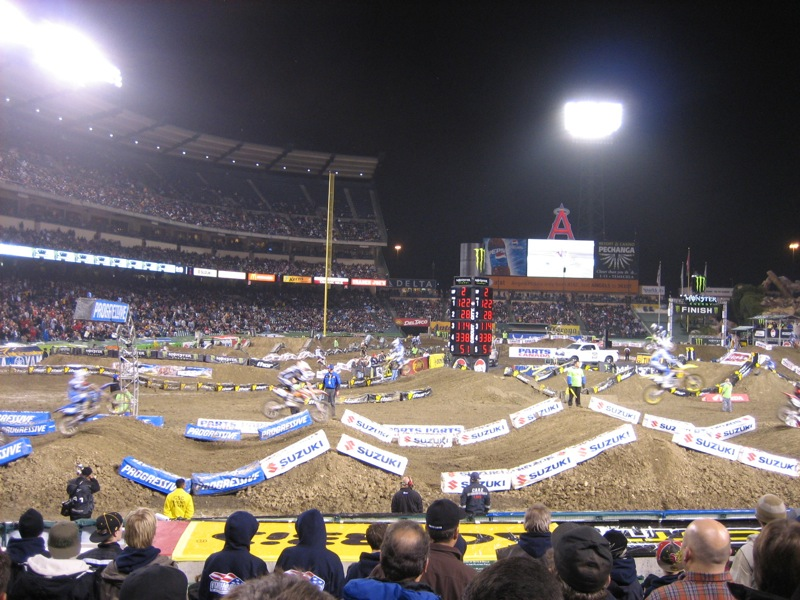
Circuit de Supercross à Anaheim, Californie

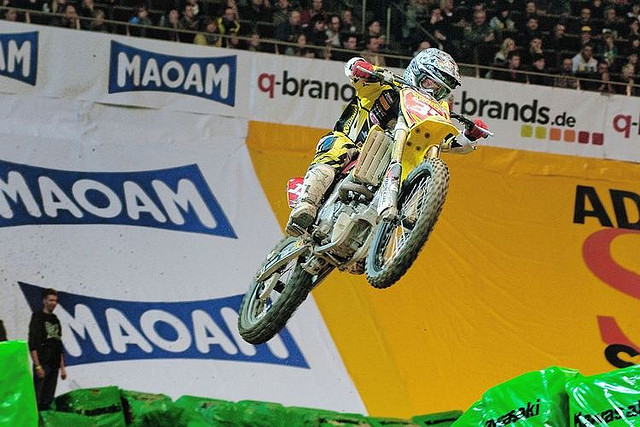
ADAC Supercross 2010 à Dortmund

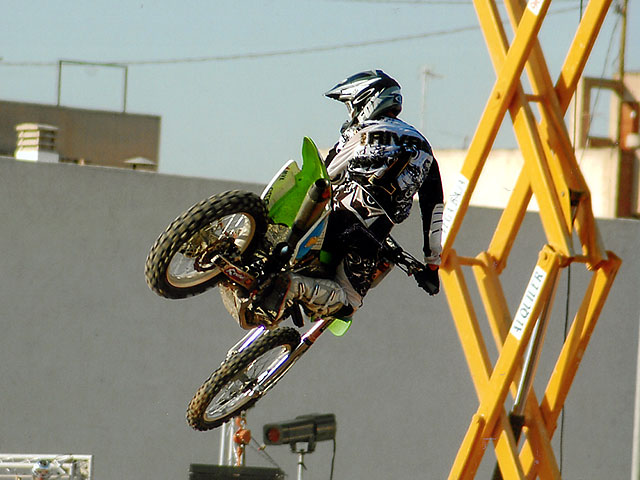
"Manu" Rivas, championnat d'Espagne de Supercross 2006

Le Supercross est un dérivé du Moto-cross né aux États-Unis. Il se dispute sur une piste artificielle tracée en salle (ex : Supercross de Paris-Bercy), mais aussi dans un stade, voire un parc des expositions.  Il existe également un type d'épreuve qui se déroule sur un circuit particulièrement restreint, tracé dans un aréna. Cette épreuve prend alors le nom d'«arénacross».

## Histoire
La première épreuve de Supercross disputée en France a été organisée en septembre 1977 sur un terrain artificiel tracé au bulldozer dans l'enceinte du circuit Mans, à l'occasion du Bol d'or. Elle a été mise sur pied par Alain Kuligowski, alors journaliste spécialisé tout terrain à Moto Revue. Il avait découvert ce sport lors d'un reportage aux États-Unis.
Simple animation dans le cadre de la course d'endurance, cette « première » française était réservée à de jeunes pilotes équipés de motos 125 YZ Yamaha. Elle prit le nom de « Supercross Yamaha ». À l'arrivée, le drapeau à damiers était abaissé par Yves Mourousi, alors « Monsieur Moto » du gouvernement.
Quelques années plus tard, Alain Kuligowski, toujours, chargé de la promotion de ce challenge Yamaha organisait une seconde épreuve de Supercross, en nocturne, sur un circuit très spectaculaire tracé devant le Fort d'Antibes. La formule était lancée. En 1984, l'idée sera reprise par les Éditions Larivière qui organiseront un premier Supercross indoor dans le cadre du Palais omnisports de Paris-Bercy, de 2014 à 2016 au stade Pierre Mauroy près de Lille et depuis 2017 à La Défense Arena à Nanterre.
Il existe plusieurs championnats professionnel dans le monde comme notamment l'AMA Supercross aux États-Unis, le SX Tour en France et le championnat de supercross Australien.

## Personnalités
Pilotes américains majeurs : 
- Jeremy McGrath, le véritable spécialiste du Supercross, arrête en 2003. Il est recordman du nombre de titres, sept en catégorie reine et deux en 125 cm3 ;
- Ricky Carmichael, meilleur pilote de l'histoire du motocross, arrête fin 2006. Il cumule six titres de champion américain de Supercross et dix titres de champion américain de moto-cross ;
- James Stewart, ll révolutionne le pilotage moderne en initiant notamment le Scrub (technique d'amorti consistant à coucher la moto sur la crête d'un appel de saut), arrête fin 2019. Il cumule 3 titres de champion américain de Supercross et 2 titres de champion américain de moto-cross ;
- Jeff Stanton, Ricky Johnson, Bob Hannah...

Quelques Français ont cependant véritablement réussi à battre les Américains sur leur terrain :
- Jean-Michel Bayle, après avoir obtenu les titres de champion du monde 125 cm3 en 1988, puis 250 cm3 l'année suivante, se rend aux États-Unis. En 1991, il remporte les titres américains de Supercross puis les titres de champion américain de moto-cross en 250 et 500 cm3 ;
- Mickaël Pichon, titré en SX 125 East Coast en 1995 et 1996 ;
- Stéphane Roncada, titré en SX 125 East Coast en 2000 ;
- Christophe Pourcel, titré en SX Lites East Coast en 2009 et 2010 ;
- Marvin Musquin, titré en SX Lites East Coast en 2015 ;
- Dylan Ferrandis, titré en SX Lites West Coast en 2019 et 2020.

Cependant, dans la catégorie reine, aucun Européen n'a réussi à ramener le titre suprême depuis Bayle (1991). Mickaël « Rocket » Pichon, Sébastien « Dyno » Tortelli et David « Le Cobra » Vuillemin sont tombés sur l'ère des trois recordmans de victoires de l'histoire du cross américain : Jeremy McGrath, Ricky Carmichael et James « Bubba » Stewart.